# Great Western Railway háborús emlékmű
A Great Western Railway háborús emlékmű (Great Western Railway War Memorial) a vasúttársaság azon dolgozóira emlékeztet, akik meghaltak az első és a második világháborúban. Az emlékmű a Paddington állomás első vágányánál áll.

## Az emlékmű
Az emlékmű fő eleme a bronzszobor, amely egy nagykabátos, báránybőr mellényes, sálas, sisakos, levelet olvasó brit katonát ábrázol. Hátterét egy márványból készített kenotáfium formájú építmény adja. A szobor alatt egy lezárt fémládát helyeztek el, amelyet a vasúttársaság swindoni üzeme készített. A láda egy papírtekercset őriz, amelyre a Great Western Railway 2542 első világháborús halottjának nevét írták fel. A portlandi mészkőből készült talapzatra vésték a Brit Királyi Haditengerészet és a Brit Királyi Légierő címerét. Az emlékmű felirata szerint a társaság dolgozói közül 3312 halt meg a haza szolgálatában a két háborúban.
Alkotója Charles Sargeant Jagger szobrász volt, aki számos más első világháborús emlékművet tervezett, köztük a Királyi Tüzérségét, a briteket segítő belgákét és a cambrai-i csatában eltűnt katonákét.
Az emlékművet 1922. november 11-én leplezték le. A második világháború után kibővítették az „emlékkört”, így 1949. november 11-én újraavatták a Great Western Railway háborús emlékművet.